# Politieserie
Een politieserie is een televisieserie als subgenre van het misdaadgenre, maar waarin de hoofdrolspelers werken bij de politie. De verwikkelingen hebben meestal zowel betrekking op het beroep (het oplossen van misdaden) als op het privéleven van de hoofdrolspelers.

## Verschillende genres
Hoewel het uitgangspunt - politiemensen die de misdaad bestrijden - eenduidig lijkt, biedt het genre veel mogelijkheden om te variëren.
Allereerst is er het onderscheid tussen de serie (in strikte zin) en de serial. De eerste is het meest gebruikelijk: elke aflevering staat op zichzelf; dat wil zeggen dat hoofdrolspelers en situatie gelijk blijven, maar dat er telkens een op zichzelf staand probleem wordt opgelost. Elke aflevering heeft een afgerond einde. Een voorbeeld hiervan is Flikken Maastricht. Bij een serial is sprake van een doorlopend verhaal, waarbij elke aflevering aansluit op de vorige. Niet alleen de oplossing van een misdaad staat centraal, maar er is vaak ook meer ruimte voor de persoonlijke ontwikkeling van de hoofdrolspelers. In de Scandinavische landen past men dit model regelmatig toe, bijvoorbeeld in politieseries als Forbrydelsen (The Killing) en Bron / Broen (The Bridge).
Soms wordt de locatie dermate benadrukt, dat een serie ook als bijna verkapte reclame voor een vakantiebestemming kan worden gezien. Buitenlandse voorbeelden zijn Wallander, waarin het Zuid-Zweedse Skåne län aantrekkelijk wordt geportretteerd, of Miami Vice, waarin Miami een opvallende rol speelt. In Nederland zijn de series Flikken Maastricht en Moordvrouw niet zonder bijdrage van respectievelijk Limburg en Friesland tot stand gekomen.
De aanpak van de misdaad kan ook op allerlei manieren gebeuren. In ieder geval te onderscheiden zijn:
- De aanpak door een individuele politieagent, hoewel die meestal wel wordt voorzien van een assistent of een heel team ter ondersteuning. Voorbeelden zijn Baantjer, Inspector Morse en Lewis.
- De aanpak door een min of meer gelijkwaardig duo, bijvoorbeeld Starsky en Hutch
- De aanpak is gericht op moordzaken die indertijd niet opgelost werden (zogeheten cold cases), maar op grond van nieuwe informatie of (technische) mogelijkheden opnieuw in behandeling worden genomen. Voorbeelden zijn het Amerikaanse Cold Case en het Engelse Waking the Dead.
- Als de aanpak erg sterk bepaald wordt door het oplossen van misdrijven en de forensische en juridische aspecten daarvan is sprake van een police procedural.
- Soms spelen in een politieserie de sociale omstandigheden van de betrokkenen een voorname rol, zoals dat bijvoorbeeld in The Wire het geval is.

De term politie in "politieserie" refereert aan een variërende betrokkenheid van politiemensen en wisselende diepgang in de uitvoering van het politievak in een serie. In een detective-serie, bijvoorbeeld, kan de hoofdrolspeler werken bij de politie, maar kan ook een privédetective zijn.
Britse series hebben vaak de vorm van een detective. Meestal gaat het over mensen die politiewerk doen, bijvoorbeeld als rechercheurs, maar ook allerlei andere zaken uit het dagelijks leven van de politie en contacten met niet-politiemensen passeren in allerlei variëteiten de revue.
Steeds wordt gezocht naar nieuwe invalshoeken. In de serie Law & Order, uit de VS, wordt het genre gemixt met dat van de advocatenserie. In deze serie staat dus niet alleen het oplossen van een misdrijf centraal maar ook de afhandeling voor de rechtbank.
Een afgeleid genre is dat van de reddingsteams. Hiervan worden en werden in Nederland Duitse en Australische series uitgezonden.

## Politieseries in Nederland en Vlaanderen
Tot in de jaren negentig werden er in Nederland en Vlaanderen weinig politieseries gemaakt. Politieseries op televisie waren aankopen uit de Verenigde Staten of Groot-Brittannië of Duitsland. In de jaren negentig begint men ook Nederlandstalige politieseries te produceren.
Enkele Nederlandstalige politieseries:
- Nederland
  - Baantjer
  - Blauw blauw
  - Boks
  - Bureau Kruislaan
  - Centraal Station
  - DNA
  - Dok 12
  - Ernstige delicten
  - Flikken Maastricht
  - Grijpstra & De Gier
  - Hart tegen Hard
  - Kats en Co
  - Luifel & Luifel
  - Moordvrouw
  - Russen
  - Seinpost Den Haag
  - Smeris
  - Spangen
  - Spoorloos verdwenen
  - Unit 13
  - Van Speijk
- Vlaanderen
  - Aspe
  - Bex & Blanche
  - Code 37
  - Commissaris Roos
  - Coppers
  - De kolderbrigade
  - De Ridder
  - Flikken
  - Heterdaad
  - Langs de Kade
  - Professor T.
  - Rupel
  - Sedes & Belli
  - Vermist
  - Witse
  - Wolven
  - Zone Stad

## Buitenlandse politieseries
- Australië
  - Blue Heelers
- Canada
  - Flashpoint
  - Rookie Blue
- Duitsland
  - Alarm für Cobra 11 – Die Autobahnpolizei
  - Der Alte
  - Derrick
  - Der Kommissar
  - Ein Fall für Zwei
  - Polizeiruf 110
  - Tatort
- Denemarken
  - Bron / Broen
  - Den som dræber
  - Forbrydelsen
  - Livvagterne
  - Ørnen: En krimi-odyssé
  - Rejseholdet
- Frankrijk
  - Les bleus, premiers pas dans la police
  - Engrenages
  - Maigret
- Groot-Brittannië
  - Zie Lijst van Britse politie- en detectiveseries
- Noorwegen
  - Varg Veum
- Oostenrijk
  - Kommissar Rex
- Turkije
  - Arka sokaklar
  - Asayiş BerkKemal
  - Behzat Ç. Bir Ankara Polisiyesi
  - Cinayet
  - Dedektif Memoli
  - Galip Dervis
  - Hersey yolunda
  - Kanit
  - Polis Hikayeleri
- VS
  - 21 Jump Street
  - Barney Miller
  - The Blue Knight
  - Body of Proof
  - Bones
  - Burke's Law
  - Cagney and Lacey
  - Cannon
  - Castle
  - Chase
  - CHiPs
  - The Closer
  - Cold Case
  - Columbo
  - Crime Story
  - Criminal Minds
  - CSI: Crime Scene Investigation (Las Vegas, Miami en New York)
  - Dexter
  - The District
  - Grimm
  - Hill Street Blues
  - Hunter
  - Jake and the Fatman
  - Justified
  - Law & Order: Criminal Intent
  - McCloud
  - McMillan & Wife
  - Miami Vice
  - Nash Bridges
  - NCIS
  - NCIS: Los Angeles
  - NCIS: New Orleans
  - NYPD Blue
  - Pacific Blue
  - Police Story
  - Police Woman
  - Sledge Hammer!
  - Southland
  - Starsky and Hutch
  - T.J. Hooker
  - The Glades
  - The Mentalist
  - The Sentinel
  - The Shield
  - The Streets of San Francisco
  - The Wire
  - True Justice
- Zweden
  - Anno 1790
  - Bron / Broen
  - Den fördömde
  - Inspector Winter
  - Morden i Sandhamn
  - Sjöwall & Wahlöö
  - Van Veeteren
  - Wallander

## Verwante genres op televisie
- Advocatenserie
- Detective
- Krimi